# Collaborations (álbum de Ravi Shankar y George Harrison)
Collaborations es una caja recopilatoria del músico indio Ravi Shankar y del músico británico George Harrison, publicado por la compañía discográfica Dark Horse Records en octubre de 2010. La caja recopila dos álbumes de estudio originalmente publicados en Dark Horse –Shankar Family & Friends (1974) y Ravi Shankar's Music Festival from India (1976)– así como Chants of India (1997), lanzado originalmente por Angel Records. Aunque los tres álbumes fueron originalmente publicaciones de Shankar, en los que Harrison actuó como productor musical o músico invitado, ambos artistas están acreditados en la caja. Cada uno de los proyectos colaborativos representan un alejamiento del trabajo más característico de Shankar intérprete de ragas clásicos, con la caja mostrando sus incursiones en géneros como el jazz, el rock y la música devocional.
El cuarto disco es un DVD con una película inédita de una actuación del Music Festival from India, grabada en el Royal Albert Hall de Londres en septiembre de 1974. Filmado por el director Stuart Cooper, el metraje requirió una sustancial restauración para su lanzamiento en 2010. 
Publicado nueve años después de la muerte de Harrison, Collaborations coincidió con el 90.º cumpleaños de Shankar y fue supervisado por la viuda del músico, Olivia Harrison. Además del material audiovisual, la caja incluyó también un libro con un prólogo del compositor estadounidense Philip Glass, fotografías inéditas que documentan la relación de amistad entre Harrison y Shankar, y comentarios de los dos artistas sobre los proyectos destacados en la caja. Aunque Collaborations presenta solo una parte del trabajo que desarrollaron juntos, la crítica musical reconoció el proyecto como una representación exitosa del legado musical de su asociación.

## Trasfondo

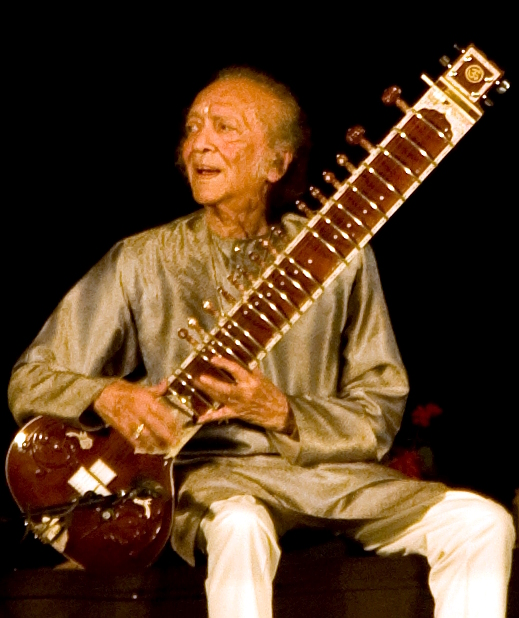
La amistad entre Ravi Shankar y George Harrison surgió en junio de 1966 cuando era miembro de The Beatles.

En junio de 1966, cuando aún era miembro de The Beatles, George Harrison conoció al músico Ravi Shankar en Londres y se convirtió en un estudiante del sitar. Harrison comentó posteriormente que, para él, la música era «una excusa», y que en realidad estaba buscando «una conexión espiritual» con la cultura de la India. La asociación con Harrison trajo una inmediata popularidad a Shankar en particular y a la música india en general en Occidente, mientras que la introducción del sitar en canciones de The Beatles inspiró un nuevo género conocido como raga rock. En 1971, tras la separación de The Beatles, y después de establecerse como artista en solitario tras el lanzamiento de All Things Must Pass, Harrison comenzó a trabajar con Shankar como su productor musical. Dichos proyectos, publicados bajo la compañía Apple Records, incluyeron la banda sonora del documental Raga, así como el EP Joi Bangla y el álbum en directo The Concert for Bangladesh.
Veintitrés años mayor que Harrison, Shankar describió su relación como la de un padre y un hijo, como amigos cercanos y como profesor y alumno. Aunque sus colaboraciones musicales continuaron de forma intermitente después de mediados de la década de 1970, la amistad entre ambos se mantuvo, hasta el punto de que Harrison acreditó a Shankar como «la persona que más ha influido en mi vida». Cuando Harrison falleció en noviembre de 2001, después de una batalla de cuatro años contra el cáncer, Shankar estaba a su lado, junto a la familia del músico.

## Contenido
Collaborations fue uno de los varios proyectos conmemorativos del 90.º aniversario de Ravi Shankar. Recopila tres álbumes de estudio en los que trabajó con Harrison entre 1973 y 1996: Shankar Family & Friends (1974), Ravi Shankar's Music Festival from India (1976) y Chants of India (1997). Los dos primeros llevaban varios años descatalogados, y su inclusión en la caja recopilatoria marcó el debut de ambos en su reedición como CD. El cuarto disco contiene una película previamente inédita titulada Music Festival from India – Live at the Royal Albert Hall.
El principal papel de Harrison en los tres álbumes fue como productor musical, aunque su nombre figura también en la portada de Chants of India, y el último fue comercializado como un trabajo colaborativo entre Shankar y Harrison. Collaborations presenta los álbumes en orden cronológico inverso, con Chants of India apareciendo en el disco uno.

### Chants of India
Shankar y Harrison grabaron Chants of India entre enero y agosto de 1996, con sesiones que tuvieron lugar en la ciudad india de Madras y en el propio hogar de Harrison, Friar Park, en Oxfordshire. La mayoría de las selecciones consisten en oraciones védicas y otros textos religiosos hindúes en sánscrito que Shankar adaptó a la música. También compuso nuevas piezas en una vena similar como «Prabhujee», la única canción con letra hindi. Entre los músicos y cantantes de Chants of India se incluyeron la hija de Shankar, Anoushka, Bikram Ghosh y Tarun Bhattacharya.
La creación del álbum resultó en el retorno a una estrecha amistad entre Shankar y Harrison, después de un periodo en el que Shankar abandonó deliberadamente Occidente por las persistentes críticas de la prensa india, según la cual estaba «diluyendo» la música clásica de la India. Otros proyectos que ambos llevaron a cabo durante los 90 incluyeron Ravi Shankar: In Celebration (1996), una retrospectiva de la carrera de Shankar en cuatro discos recopilados por Harrison, y Raga Mala, la segunda autobiografía de Shankar, en la que Harrison actuó como editor. 
Shankar consideró Chants of India entre sus mejores obras, y alabó la contribución de Harrison como músico y productor del disco. Publicado con la compañía Angel Records en mayo de 1997, el álbum obtuvo buenas reseñas de la crítica. En su libro The Dawn of Indian Music in the West, Peter Lavezzoli lo describió como «una obra maestra tranquila, una de las grabaciones más edificantes y musicalmente participativas de la música sacara», mientras que Jim Brenholts, de Allmusic, comentó: «Entre los registros de esta naturaleza, este es especial». Chants of India fue la última colaboración musical oficial entre Shankar y Harrison, después de que este fuese diagnosticado con cáncer en agosto del mismo año.

### Ravi Shankar's Music Festival from India
Harrison tuvo la idea de organizar lo que se convirtió en el Music Festival from India durante las sesiones de Bombay para su primer trabajo en solitario, la banda sonora de Wonderwall Music, después de escuchar el trabajo de Shankar Nava Rasa Ranga. A comienzos de 1974, durante un viaje a India, Shankar y Harrison planearon la empresa, que consistió en una gira europea con la orquesta de músicos indios clásicos de Shankar. Para la orquesta, Shankar seleccionó acompañantes habituales como  Alla Rakha, Lakshmi Shankar y Kamala Chakravarty, y otros músicos más conocidos como Shivkumar Sharma (santoor), Hariprasad Chaurasia (flauta), Rijram Desad (percusión) y Kamalesh Maitra (tabla), así como músicos que obtuvieron un mayor renombre internacional a raíz de su participación en el evento, como el violinista L. Subramaniam y Sultan Khan.
Antes de que la gira europea comenzase en septiembre de 1974, Shankar y Harrison grabaron un álbum de estudio con los dieciséis músicos del Music Festival en Friar Park. Usando las instalaciones de su estudio, Harrison grabó el álbum en el salón de Friar Park, con vistas a los extensos jardines de la propiedad. Shankar escribió las piezas en una variedad de estilos tradicionales del folk indio, a menudo componiendo en su viaje desde su hotel de Londres hasta Friar Park. Harrison recordó más tarde su temor a que las direcciones de Shankar a los músicos reunidos creasen una «catástrofe» musical; sin embargo, el resultado fue cada vez «la cosa más increíble». El álbum fue publicado bajo el sello Dark Horse Records en febrero de 1976.

### Shankar Family & Friends
Shankar y Harrison comenzaron a grabar Shankar Family and Friends en Los Ángeles en abril de 1973. En un distanciamiento con el trabajo más característico de Shankar en la música clásica de India, el álbum incluyó una fusión de varios géneros musicales, particularmente entre música india, jazz y pop occidental. Músicos que contribuyeron al álbum oscilaron entre occidentales como Tom Scott y Emil Richards y orientales como Rakha, Sharma, Chaurasia, Subramaniam y Aashish Khan. Bajo el seudónimo de Hari Georgeson, dado que todavía estaba vigente su contrato con Apple Records, Harrison contribuyó tocando la guitarra eléctrica y la guitarra acústica. Shankar tocó el sitar, el surbahar y el sintetizador Moog, y sirvió como director y conductor de las sesiones. Otros participantes incluyeron al guitarrista David Bromberg, miembros de Los Angeles Symphony Orchestra, y a los artistas de música electrónica Paul Beaver y Robert Margouleff.
La primera mitad del disco incluyó música que Shankar había compuesto para un ballet titulado Dream, Nightmare & Dawn, mientras que entre el resto de canciones se incluyó «I Am Missing You», una composición pop de Shankar en inglés. Harrison arregló «I Am Missing You» con arreglos más cercanos al rock y con el apoyo de músicos occidentales como Billy Preston, Ringo Starr y Jim Keltner. Esta versión de «I Am Missing You» fue el primer sencillo publicado por el recién creado sello Dark Horse Records en septiembre de 1974.

### Music Festival from India – Live at the Royal Albert Hall
Harrison patrocinó el Music Festival from India a través de su fundación Material World Charitable Foundation, para la cual la gira europea supuso su debut. El DVD publicado en Collaborations procede del concierto ofrecido en el Royal Albert Hall de Londres el 23 de septiembre de 1974, la primera fecha de la gira. El material fue filmado por el director Stuart Cooper, cuya película Little Malcom, estrenada a comienzos de 1974, marcó la primera incursión de Harrison en la producción cinematográfica.
Después de ser introducido al público por Harrison, Shankar dirige a los músicos durante el concierto. En el evento, toca el sitar durante la pieza «Raga Yaman Kalyan» acompañado por Rakha. El autor Simon Leng reconoció el Music Festival from India como la primera orquesta india en tocar en Europa, mientras que Olivia Harrison, en su papel como productora del recopilatorio, destacó a T.V. Gopalkrishnan entre los músicos que pasó a tener «una increíble carrera propia».

## Diseño y embalaje

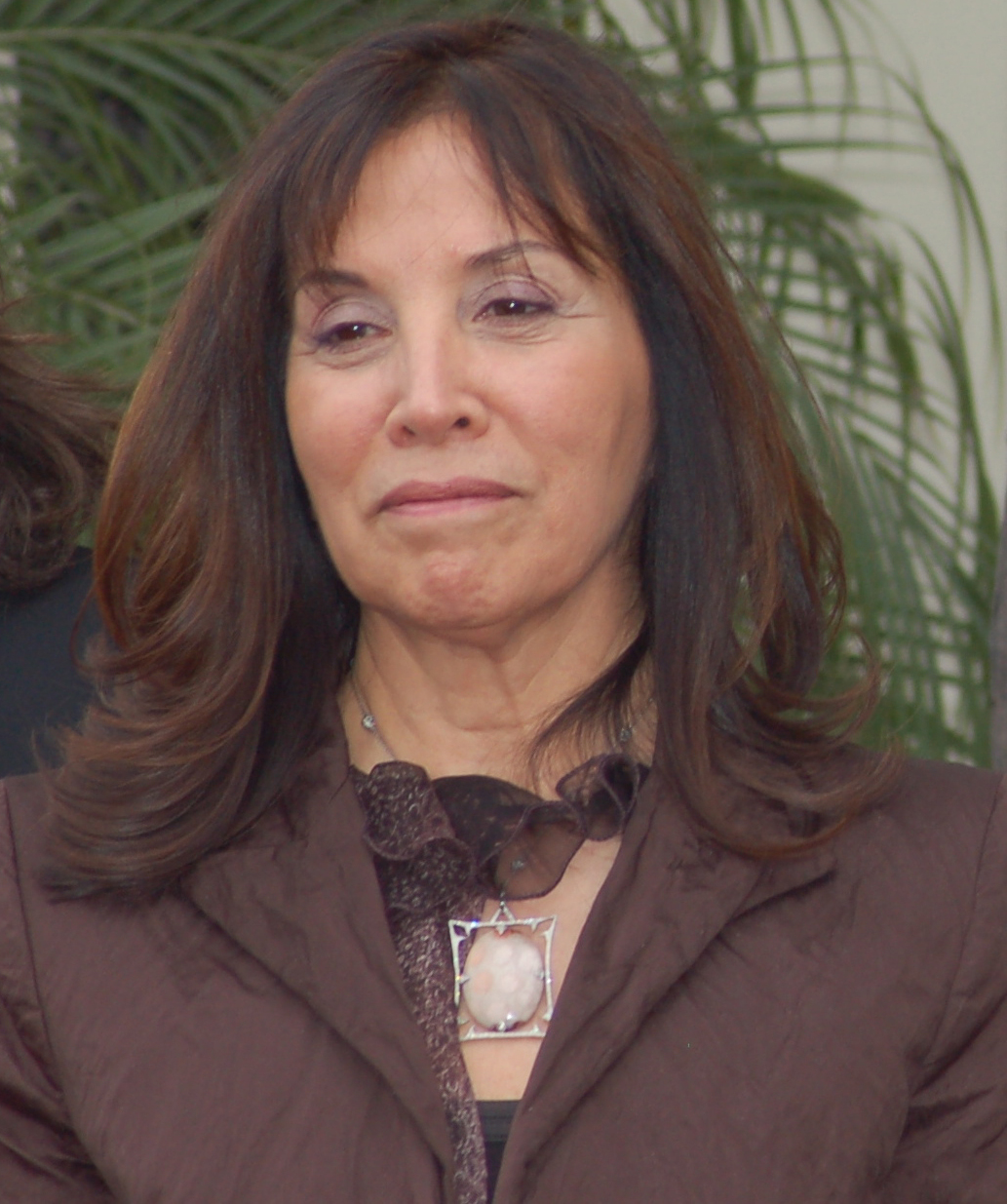
Olivia Harrison produjo el recopilatorio y diseñó el embalaje.

Collaborations fue presentado en una caja recopilatoria diseñada por Drew Lorimer y Olivia Harrison. Dentro de una caja con bisagras, los cuatro discos están incluidos dentro de portadas de discos de ocho por ocho pulgadas de medida, con la ampliación de las dimensiones de un CD y DVD habitual permitiendo una réplica más cercana al tamaño de los LP originales. Como publicación de edición limitada, cada copia de la caja fue publicada con un número certificado de autenticidad.
La caja fue acompañada de un libro de tapa dura con 56 páginas que incluyó citas de Shankar y Harrison comentando su larga relación de amistad y los proyectos representados en los discos. Las familias de ambos artistas proporcionaron fotografías para el libro, mientras que otras imágenes están acreditadas a fotógrafos profesionales como Clive Arrowsmith, Dezo Hoffmann, Jan Steward y Carolyn Jones. La fotografía utilizada en la portada es una de la serie de fotografías que Arrowsmith tomó en Friar Park en 1974, durante el periodo de grabación del Music Festival Orchestra. El prólogo del libro fue realizado por el compositor estadounidense Philip Glass, con quien Shankar colaboró en el álbum Passages. Glass escribió sobre la relación musical de Shankar y Harrison como «en una gran escala y para un público apasionada en todo el mundo», y agregó que su influencia «reverbera tan claramente, incluso hoy en día».

## Publicación
La caja recopilatoria fue publicada por Dark Horse Records y distribuida por Rhino Entertainment el 18 de octubre de 2010 en el Reino Unido y un día después en los Estados Unidos. Al anunciar el lanzamiento en agosto del mismo año, Consequence of Sound lo describió como «un sueño certificado para los seguidores de la música del mundo y de The Beatles». Collaborations coincidió con las reediciones de East Meets West Music de Shankar como la serie Nine Decades y el DVD del largometraje Raga, que incluyó material realizado por Harrison en 1968 así como la banda sonora que produjo el músico para Apple Records. En los Estados Unidos, la caja fue vendida únicamente a través de la web oficial de Harrison y de Amazon.
Collaborations entró en el puesto tres de la lista Top World Albums de Billboard, su mayor posición en la lista. Olivia, viuda de Harrison, describió el proyecto en una entrevista con Spinner como «una labor de amor para mí».

## Recepción
Tras su publicación, Collaborations obtuvo buenas reseñas en general de la prensa musical. La revista Uncut escribió sobre el álbum: «Hay una pesade y una intensidad para cada actuación que hace de esta colección aparentemente austera bastante convincente para los oídos del rock» Terry Staunton de Record Collector describió el conjunto como «una intrigante serie de cumbres entre Oriente y Occidente», y concluyó diciendo: «Puede tener un atractivo limitado, incluso para los fans más ardientes de The Beatles, pero esta caja es un testamento fuerte de respeto mutuo entre dos amigos y su deseo por empujar las fronteras musicales».
Al comparar el set con reediciones más publicitadas de John Lennon y Paul McCartney, Joe Marchese de The Second Disc alabó Collaborations por la aventurosa calidad de su música, así como por la suntuosidad de su embalaje. De los tres discos en la caja, el crítico describió Shankar Family & Friends como «el más comercial» y Music Festival from India como «exótico», y escribió que «la alegría y una sensación de celebración exudan de Chants of India». Marchese añadió: «Los discos iluminan un aspecto importante de la carrera de George Harrison, a ciencia cierta. Pero también recuerdan la inmensa influencia musical de Ravi Shankar... Estos discos antaño difíciles de encontrar son presentados con gran integridad aquí».
En su reseña para Allmusic, Richie Unterberger comentó: «Sin restar importancia a la cercanía de la amistad entre los dos músicos y la genuina participación de Harrison en todos estos proyectos, debe tenerse en cuenta desde el principio que esto es mucho más la música de Shankar que la de Harrison, y mucho más música india que el rock por el que Harrison fue famoso». Unterberger describió la caja recopilatoria como «una abundante reunión de algunas de las grabaciones más accesibles de Shankar» y puso de relieve Chants of India como la colaboración más efectiva entre ambos artistas. Sachyn Mital, colaborador de PopMatters, describió la caja como «un regalo especial para los seguidores de Shankar» con motivo de su 90.º cumpleaños y comentó sobre su relación con Harrison: «La diligencia de Harrison llevó a Shankar, la música india y la espiritualidad oriental muy profundamente en la conciencia colectiva occidental».

## Lista de canciones
Disco 1 – Chants of India
Todas las canciones tradicionales y arregladas por Ravi Shankar excepto donde se anota.
1. "Vandanaa Trayee" – 4:32
2. "Omkaaraaya Namaha" – 1:53
3. "Vedic Chanting One" – 3:12
4. "Asato Maa" – 7:12
5. "Sahanaa Vavavtu" – 4:26
6. "Poornamadah" – 1:28
7. "Gaayatri" – 3:26
8. "Mahaa Mrityunjaya" – 4:43
9. "Veenaa-Murali" – 3:36
10. "Geetaa" – 2:13
11. "Managalam" (Shankar, Dr Nandakumara) – 4:03
12. "Hari Om" (Shankar) – 2:57
13. "Svara Mantra" (Shankar) – 4:34
14. "Vedic Chanting Two" – 2:13
15. "Prabhujee" (Shankar) – 8:06
16. "Sarve Shaam" – 5:09

Disco 2 – Ravi Shankar's Music Festival from India
Todas las canciones escritas por Ravi Shankar.
1. "Vandana" – 2:44
2. "Dhamar" – 5:23
3. "Tarana / Chaturang" – 5:33
4. "Raga Jait" – 9:48
5. "Kajri" – 4:51
6. "Bhajan" – 3:56
7. "Naderdani" – 4:43
8. "Dehati" – 10:09

Disco 3 – Shankar Family & Friends
Todas las canciones escritas por Ravi Shankar.
1. "I Am Missing You" – 3:45
2. "Kahān Gayelavā Shyām Saloné" – 2:55
3. "Supané Mé Āyé Preetam Sainyā" – 4:15
4. "I Am Missing You (reprise)" – 4:03
5. "Jaya Jagadish Haré" (PD) – 4:54

Dream, Nightmare & Dawn (Music for a Ballet)
1. "Overture" – 2:33

- Part One (Dream):

1. "Festivity & Joy" – 3:56
2. "Love-Dance Ecstasy" – 3:13

- Part Two (Nightmare):

1. "Lust (Rāga Chandrakauns)" – 3:13
2. "Dispute & Violence" – 2:43
3. "Disillusionment & Frustration" – 2:50
4. "Despair & Sorrow (Rāga Marwā)" – 3:04

- Part Three (Dawn):

1. "Awakening" – 3:05
2. "Peace & Hope (Rāga Bhatiyār)" – 4:31

Disco 4 – Music Festival from India – Live at the Royal Albert Hall
Todas las canciones escritas por Ravi Shankar.
Película
1. "Introduction by George Harrison"
2. "Hymns from the Vedas"
3. "Tappa (Raga Khamaj)"
4. "Tarana (Raga Kirwani)"
5. "Raga Jait"
6. "Vilambit Gat, Drut Gat and Jhala (Raga Yaman Kalyan)"
7. "Naderdani"
8. "Krishna Krishna Bhajan (based on Raga Pancham-se-gara)"
9. "Dehati"

Audio
1. "Musicians Introduction"
2. "Vandana"
3. "Alap / Noom / Toom Jor (Raga Abhogi)"
4. "Dhamar (Raga Vasanta in Tala Dhamar)"
5. "Khyal (Raga Kedara in Tala Teental)"
6. "Tarana (Raga Kirwani in Tala Ektal)"
7. "Chaturang (Raga Yaman Kalyan in Tala Teental)"
8. "Kajri"
9. "Pallavi (Thani Avarthanam / Raga Bilahari in Tala Aditala)"
10. "Thumri (Mishra Piloo in Tala Jat)"
11. "Raga Mala (Garland of Ragas, based on Raga Khamaj in Tala Teental)"